# ويلفريد هاردي
ويلفريد هاردي (بالإنجليزية: Wilfred Hardy)‏ هو فنان ورسام توضيحي بريطاني، ولد في 7 يوليو 1938، وتوفي في 4 سبتمبر 2016.